# Ross Graham
Pour les articles homonymes, voir Graham.
Ross Graham, né le 23 février 2001 à Blairgowrie en Écosse, est un footballeur écossais qui évolue au poste de défenseur central au Dundee United.

## Biographie

### Carrière en club
Né à Blairgowrie en Écosse, Ross Graham est formé au Dundee United mais il commence sa carrière en quatrième division écossaise en étant prêté à Elgin City en 2020. Il joue ainsi son premier match avec ce club le 18 janvier 2020, lors d'une rencontre de championnat perdue par son équipe face au Stenhousemuir FC (2-3 score final).
En octobre 2020, Graham est de nouveau prêté, cette fois-ci au Cove Rangers FC pour une saison.
Le 1er juillet 2021, Ross Graham prolonge son contrat avec Dundee United jusqu'en juin 2024, avant d'être prêté dans la foulée au Dunfermline Athletic AC pour une saison.
Finalement de retour au Dundee United dès janvier 2022, Graham fait ses débuts en Scottish Premiership, la première division écossaise, le 29 janvier 2022, face au Celtic Glasgow. Il entre en jeu à la place de Scott McMann (en) lors de ce match perdu par son équipe (1-0 score final). Il marque son premier but en professionnel le 20 février 2022 contre les Glasgow Rangers, en championnat. Titularisé au poste d'arrière gauche, il ouvre le score de la tête, mais les deux équipes se neutralisent après l'égalisation de Joe Aribo (1-1 score final),.

### En sélection
En mars 2022 Ross Graham est convoqué pour la première fois avec l'équipe d'Écosse espoirs. Il joue son premier match avec les espoirs lors de ce rassemblement, le 29 mars 2022 contre le Kazakhstan. Titularisé, il marque son premier but en ouvrant le score mais les deux équipes se neutralisent (2-2 score final).